# Maddie Ziegler
Madison Nicole Ziegler, nota semplicemente come Maddie Ziegler (Pittsburgh, 30 settembre 2002), è un'attrice e ballerina statunitense.
Inizialmente conosciuta per la sua partecipazione al programma televisivo statunitense Mamme sull'orlo di una crisi da ballo, raggiunge la notorietà su scala globale grazie alla sua apparizione in nove video musicali della popstar australiana Sia, ovvero Chandelier, Rainbow, Big Girls Cry, Elastic Heart, Cheap Thrills, The Greatest, Thunderclouds, No New Friends e Together. Ziegler è apparsa in film, serie tv e concerti, ed ha anche fatto da modella per Capezio, Ralph Lauren e Target.
Nel 2016 Maddie fa da giudice nel programma televisivo So You Think You Can Dance: The Next Generation, mentre fra il 2016 e il 2017 partecipa come prima ballerina al Nostalgic for the Present Tour di Sia. Inoltre, fra il 2017 e il 2018 fa un tour con la sorella Mackenzie Ziegler in Australia e Nuova Zelanda. Nel 2017 scrive anche una sua biografia, The Maddie Diares.
Ritenuta dalla rivista statunitense Time fra le adolescenti più influenti al mondo nel 2015, 2016 e 2017, è fra le ballerine meglio retribuite al mondo. Si stima che abbia un patrimonio netto di oltre 4 milioni di dollari.

## Biografia
Maddie Ziegler è nata a Pittsburgh, Pennsylvania. I suoi genitori, Melissa Gisoni (nata Sulo) e Kurt Zeigler, hanno divorziato nel 2011. La sua famiglia è di origini polacche, tedesche e italiane. Entra a far parte della Abby Lee Dance Company dal 2004, a soli due anni. Predilige diversi tipi di danza come il tip-tap, il balletto, la danza contemporanea, l'acro dance, jazz e la danza aerea; il tip tap è il suo stile preferito. Maddie Ziegler ha una sorella più giovane, Mackenzie (nata nel 2004), anche lei membro della Abby Lee Dance Company, e due fratelli maggiori dal lato paterno, acquisiti dal precedente matrimonio di lui. Fino al 2013, Maddie Ziegler ha frequentato la Sloan School, per poi passare all'istruzione domiciliare. Dal 2017 vive con la madre e la sorella a Los Angeles
Maddie inizia a ballare all'età di due anni frequentando la Abby Lee Dance Company. Nel 2010, a otto anni, si esibisce per il programma televisivo Live to Dance di Paula Abdul, ma il programma viene annullato prima della sua messa in onda. Nel 2011 la madre della Ziegler riesce a ottenere un ruolo nel reality Mamme sull'orlo di una crisi da ballo sul canale Lifetime, che documenta giorno per giorno la vita dei giovani ballerini della Abby Lee Dance Company Elite Competition Team. Nel programma, Ziegler appare accanto alla madre e alla sorella minore, Mackenzie. Nel 2013 ha fatto una comparsa nello spin-off Abby's Ultimate Dance Competition.

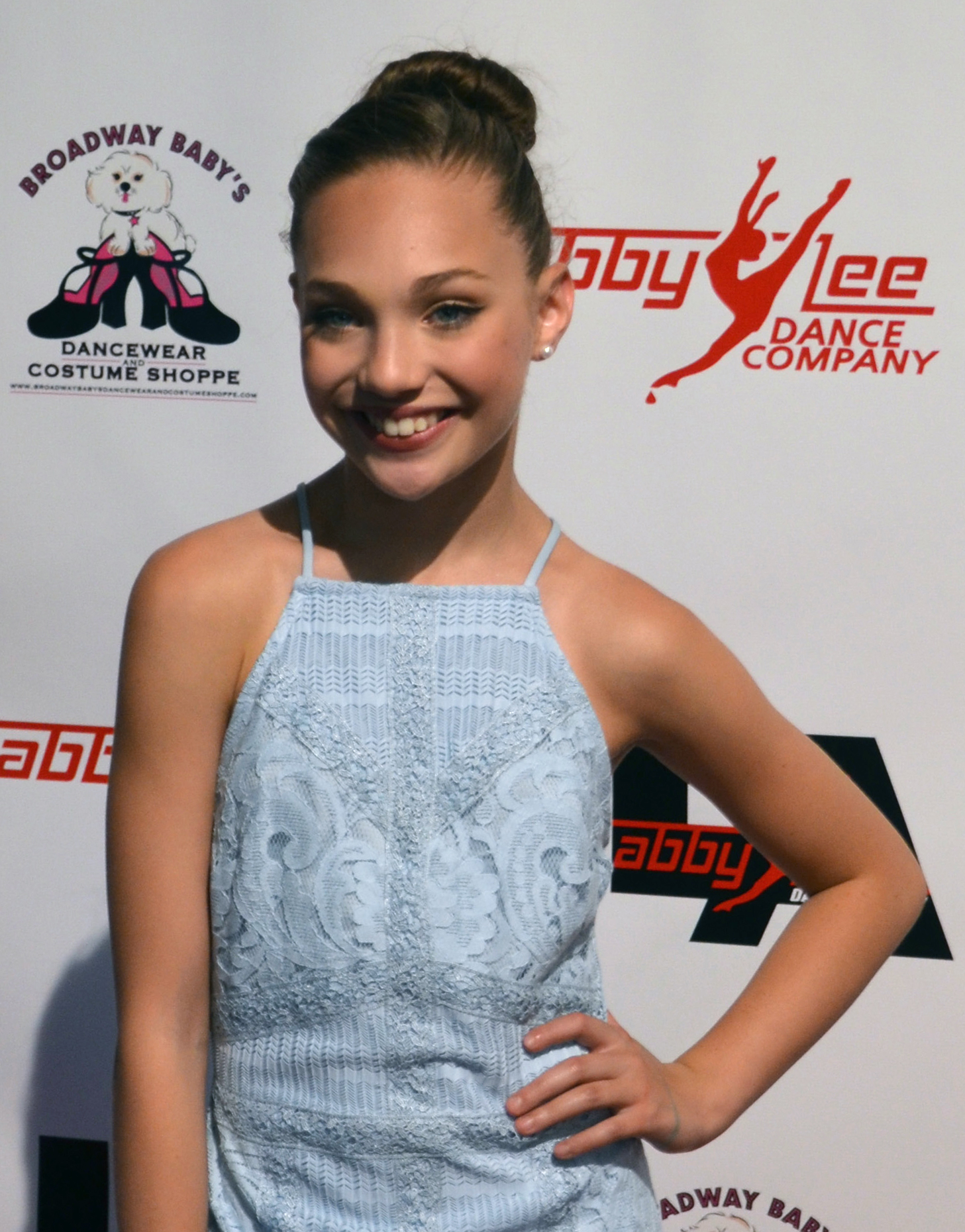
Ziegler nel 2015

Nel 2012 la Ziegler ottiene il suo primo ruolo da attrice, interpretando la giovane Deb nella serie Drop Dead Diva. Successivamente, la Ziegler appare nei video musicali di diversi artisti come Alexx Calise, Sia e Todrick Hall. Simultaneamente la Ziegler fa anche la modella per linee di abbigliamento come Glitzy Girl, Sally Miller e Purple Pixies. È sulla copertina della rivista Kode nel numero estivo nel 2014. Nell'ottobre del 2014 Maddie e sua sorella mettono in commercio una propria linea di abbigliamento, The Maddie & Mackenzie Collection, tramite Mod Angel.
Nel 2014 la cantautrice Rachael Sage dedica la sua canzone Happiness alla Ziegler, che infatti da allora è anche chiamata Maddie's Song. Nello stesso anno è la protagonista del videoclip Chandelier di Sia. Il video, del quale Ziegler è la protagonista, ha ricevuto una candidatura agli MTV Video Music Awards 2014, per Miglior video dell'anno e Miglior coreografia, vincendo il premio per migliore coreografia. Nel gennaio del 2015 viene presentato il video musicale di Elastic Heart di Sia, con Ziegler e Shia LaBeouf, video che ha ricevuto alcune critiche a causa della differenza di età dei due protagonisti. Nonostante le spiegazioni, Sia ha comunque chiesto scusa su Twitter a coloro che si erano sentiti offesi. Nell'aprile 2015 è di nuovo protagonista del videoclip Big Girls Cry di Sia. Dal 2015 in poi, la Zieger è apparsa in numerosi altri video musicali di Sia e degli LSD, band di cui Sia stessa è una dei componenti, nonché in clip di artisti come Lennon Stella e Benny Blanco, oltre a fondare un gruppo di ballerini chiamato Outlaws con cui ha creato coreografie e video per brani musicali già noti.
Nel 2016 Ziegler si ritira dallo show Dance Moms, ma continua comunque a gareggiare in varie competizioni di danza. Il 30 maggio 2016 va in onda negli Stati Uniti la prima puntata di So You Think You Can Dance, dove Ziegler è un giudice della categoria dei più piccoli. Il 6 settembre viene pubblicato un altro videoclip di Sia nel quale Ziegler è protagonista, ovvero The Greatest, video dal forte valore simbolico visto il numero dei ballerini, ossia 49 in onore delle vittime di Orlando. Sempre nel 2016 fa il suo debutto al cinema come doppiatrice nel film d'animazione Ballerina, a cui fanno seguito le apparizioni come attrice nei film Il libro di Henry e P. S. Ti amo ancora. La Ziegler ha recitato per Steven Spielberg nel film West Side Story e per la stessa Sia nel film Music, uscito in Italia nel febbraio 2021.

## Filmografia

### Attrice

#### Cinema
- Il libro di Henry (The Book of Henry), regia di Colin Trevorrow (2017)
- P. S. Ti amo ancora (To All the Boys: P.S. I Still LoveYou), regia di Michael Fimognari (2020)
- Music, regia di Sia (2021)
- La vita dopo - The Fallout (The Fallout), regia di Megan Park (2021)
- West Side Story, regia di Steven Spielberg (2021)
- Fitting In, regia di Molly McGlynn (2024)

#### Televisione
- Drop Dead Diva – serie TV, episodio 4x10 (2012)
- Austin & Ally – serie TV, episodio 4x05 (2015)
- Pretty Little Liars – serie TV, episodio 6x05 (2015)
- Mamme sull'orlo di una crisi da ballo (Dance Moms) – reality show, 162 episodi (2011-2019)
- Nicky, Ricky, Dicky & Dawn – serie TV, episodi 2x13, 3x03 (2016-2017)

### Doppiatrice
- Ballerina, regia di Eric Summer e Eric Warin (2016)
- Spirit: Avventure in libertà (Spirit Riding Free) – serie animata, episodio 8x02 (2019)
- Scooby-Doo and Guess Who? - serie animata, episodio 1x22 (2019)

## Doppiatrici italiane
Nelle versioni in italiano delle opere in cui ha recitato, Maddie Ziegler è stata doppiata da:
- Emanuela Ionica in Music, La vita dopo - The Fallout
- Vittoria Bartolomei in Il libro di Henry
- Claudia Scarpa in Mamme sull'orlo di una crisi da ballo
- Arianna Vignoli in West Side Story

Da doppiatrice è sostituita da:
- Sara Labidi in Ballerina
- Vittoria Bartolomei in Scooby-Doo and Guess Who?

## Video musicali
| Anno | Video Musicale       | Cantante                  | Note |
| ---- | -------------------- | ------------------------- | --- |
| 2011 | It's Like Summer     | LUX                       | Supporto |
| 2012 | Cry                  | Alexx Calise              | Lead |
| 2012 | Summer Love Song     | Brooke Hyland             | Supporto |
| 2014 | Girl Party           | Mack Z                    | Supporto |
| 2014 | Freaks Like Me       | Todrick Hall              | Supporto |
| 2014 | Chandelier           | Sia                       | Lead, video candidato agli MTV Video Music Awards per Miglior Video dell'Anno e Miglior Coreografia (che ha vinto), è stato candidato anche per i Grammy Award come Miglior videoclip. |
| 2014 | Shine                | Mack Z                    | Supporto |
| 2015 | Elastic Heart        | Sia                       | Co-Lead con Shia LaBeouf |
| 2015 | Big Girls Cry        | Sia                       | Lead |
| 2015 | Wear Em Out          | Kendall K                 | Assistente coreografo |
| 2016 | Cheap Thrills        | Sia                       | Co-Lead |
| 2016 | Taylor In Wonderland | Todrick Hall              | Lead |
| 2016 | The Greatest         | Sia                       | Lead |
| 2017 | Rainbow              | Sia                       | Lead |
| 2018 | Thunderclouds        | LSD                       | Co-Lead con Diplo e Labrinth |
| 2019 | Bitch                | Lennon Stella             | Cameo |
| 2019 | No New Friends       | LSD                       | Co-Lead con Diplo e Labrinth |
| 2019 | Graduation           | Benny Blanco e Juice Wrld | Cameo nel ruolo di "Kristen" |
| 2020 | Worse                | New Hope Club             | Supporto |
| 2020 | Together             | Sia                       | Co-Lead con Kate Hudson e Leslie Odom Jr. |
| 2021 | Speechless           | Eddie Benjamin            | Co-Lead |

## Tournée
- Nostalgic for the Present Tour con Sia (2016-17)
- The Ziegler Girls 2017 tour of Australia (con Mackenzie Ziegler)
- Maddie & Mackenzie Australia & New Zealand Tour 2018 (con Mackenzie Ziegler)
- Maddie and Mackenzie UK tour (2018)

## Riconoscimenti
- Critics' Choice Awards
  - 2022 – Candidatura come miglior cast corale per West Side Story
- Nickelodeon Kids' Choice Awards
  - 2021 – Candidatura come celebrità dei social network preferita
- People's Choice Awards
  - 2016 – Premio "Seriously Popular"
- Razzie Awards
  - 2021 – Peggior attrice non protagonista per Music
- Shorty Awards
  - 2016 – Candidatura come migliore nella danza
  - 2017 – Candidatura come migliore nella danza
- Teen Choice Awards
  - 2015 – Candidatura come miglior ballerino
  - 2016 – Miglior ballerino
  - 2017 – Miglior ballerino
  - 2018 – Miglior ballerino
  - 2019 – Candidatura come miglior celebrità femminile dei social network